# Göran Waxberg
Göran Waxberg (né le 23 mai 1919 à Kolbäck et mort le 17 janvier 2007 à Höganäs) est un athlète suédois, spécialiste du décathlon.

## Carrière
Lors des Championnats d'Europe de 1946 à Oslo, Göran Waxberg remporte la médaille de bronze de décathlon. 